# Rules of the Game
Rules of the Game é uma série de televisão britânica escrita por Ruth Fowler. É estrelado por Maxine Peake. Foi ao ar na BBC One de 11 a 19 de janeiro de 2022.

## Elenco
- Maxine Peake como Sam
- Rakhee Thakrar como Maya
- Susan Wokoma como DI Eve Preston
- Kieran Bew como Gareth Jenkins
- Ben Batt como Owen Jenkins
- Dario Coates como DS Peter Alan
- Callie Cooke como Tess Jones
- Megan Parkinson como Gemma Thompson
- Tanya Vital como Beth Taylor
- Katherine Pearce como Carys Jenkins
- Zoë Tapper como Vanessa Jenkins
- Alison Steadman como Anita Jenkins
- Amy Leeson como Amy Dixon
- Dominic Vulliamy como Duncan Stephenson

## Produção
Fowler foi inspirada para criar a série pelo escândalos de Harvey Weinstein. As filmagens aconteceram em Manchester e Frodsham, no noroeste da Inglaterra.

## Recepção
Lucy Mangan, do The Guardian, deu ao primeiro episódio quatro estrelas de cinco, elogiando o roteiro e sua combinação de comentários e elementos de mistério, e apelidou o trabalho de Peake de "outra performance empolgante". Anita Singh do The Daily Telegraph também deu quatro de cinco estrelas, chamando a série de "alto valor de entretenimento". Ed Cumming, do The Independent, deu ao primeiro episódio duas de cinco estrelas, afirmando que "o roteiro e as performances têm toda a sutileza de um chefe levantando a saia na festa de Natal".